# Sideridis egena
Sideridis egena är en fjärilsart som beskrevs av Lederer 1853. Sideridis egena ingår i släktet Sideridis och familjen nattflyn. Inga underarter finns listade i Catalogue of Life.